# コムファーストショッピングセンター
コムファーストショッピングセンター （Com1st Shopping Center）は、栃木県足利市朝倉町にある地域主導型ショッピングモールである。
コムファースト（Com1st）とは、コミュニティ・ファーストの略語。

## 概要

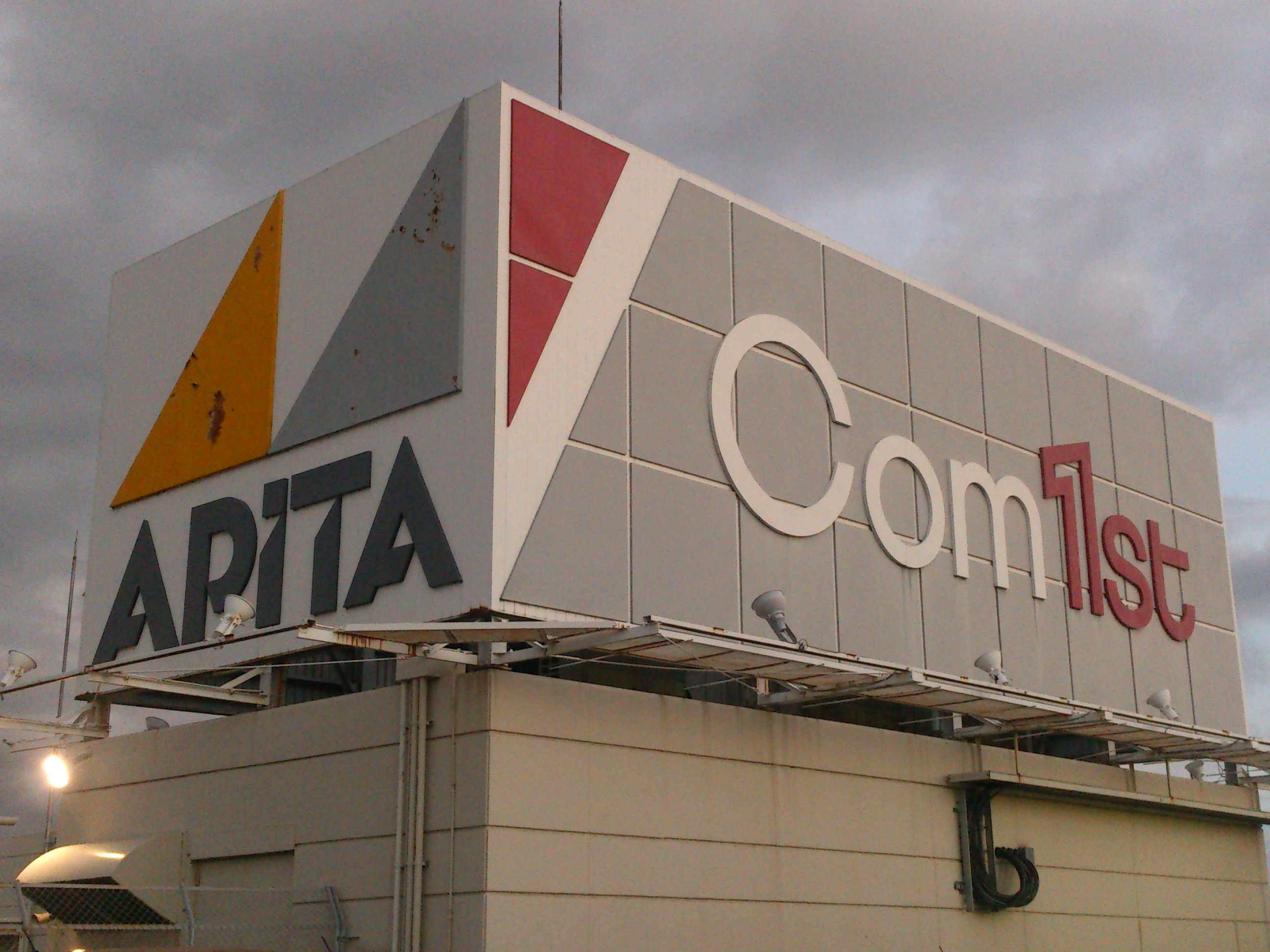
コムファースト店舗看板

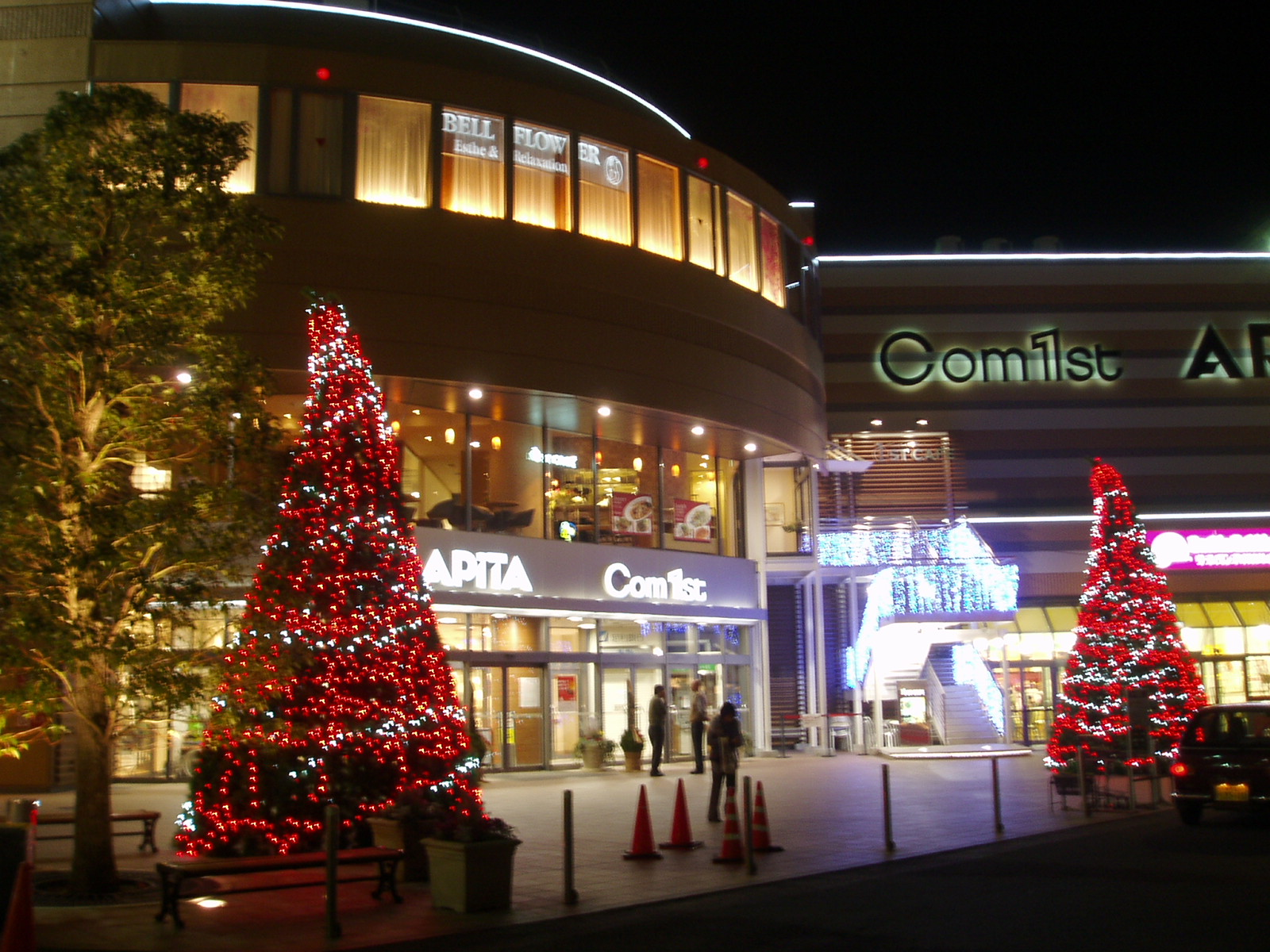
クリスマス時の店舗夜景

1985年11月、ユニーが運営する「アピタ足利店」を核店舗に、地元商店を中心にした専門店が32店入店してオープン。ユニーにとって関東地方初のアピタ出店であり、2014年に最古参のアピタ岡谷店が建て替え閉店したため、現在、通算年歴から最古参のアピタ店の一つである。
1995年11月23日に増築した際に店舗数が50店舗以上に増加している。以前はユニーの直営で、流水プールやスケートが楽しめる室内プール&スケートゾーン「A・P・S」が併設されていたが、増改築時に閉鎖され、跡地には食品館が建設された。
2006年には開業以来の大改装がなされ、店舗の入れ替えなども行われた。

## フロア構成
現在のフロア構成、2007年10月現在。アピタ：14,176m2・専門店街5,990m2
- 1階：トレンドファッション&フードテラス
- 2階：スタイリッシュファッション&セレクトグッズ
- 3階：リビング&ライフスタイル
- 4階：アミューズメント&パーキング

1985年のオープン当初のフロア構成。アピタ：6,250m2・専門店街3,000m2。
- 1階：Live Square（楽しさいっぱいのエンジョイスペース）
- 2階：Fashion Square（美しさいっぱいのファッションスペース）
- 3階：Child&Life Square（ゆかいで快適なファンシースペース）

## 主なテナント
- くまざわ書店
- マクドナルド
- ケンタッキーフライドチキン
- サーティワンアイスクリーム
- カフェ・ロバール

その他詳細はショップガイド参照。

## 交通
- 東武伊勢崎線
  - 東武和泉駅から徒歩10分
  - 足利市駅から徒歩15分
- JR両毛線足利駅から徒歩20分
- 足利市生活路線バス「あしバスアッシー」 小俣線・松田線・行道線・富田線・山辺線・御厨線・名草線停留[2]